# Barrio del Camal
El Barrio Camal, ubicado al sur de la ciudad de Guayaquil, tuvo su nombre a partir de la construcción del Camal Municipal.

## Historia
No se tiene una fecha exacta del momento en el que el cabildo porteño decidió levantar el Camal en el lugar, pero en el mapa elaborado por el historiador Otto Von Buchwald se puede observar que ya existía el camal en 1903 y estaba junto a un viejo estero.
Con el pasar de los años y debido a la natural expansión poblacional del Barrio Cuba, se comenzaron a asentar familias en los alrededores del Camal, fue así como nace este barrio. Además del establecimiento por el cual el sector lleva ese nombre, también se habían establecido piladoras que se encontraban junto al río y que después desaparecieron, debido a que se fueron estableciendo junto a las zonas productivas.
La principal actividad comercial que realizan los habitantes del barrio es la comercialización de carne, también se ofrece comida criolla en los establecimientos que han ido abriendo en las viviendas cercanas al matadero.
En el sector también se asienta la Capilla Santiago Apóstol del Camal que hace pocos años fue remodelada por el Municipio, cambiando su imagen y renovando al barrio.